# Chicago State University
Die Chicago State University (auch CSU genannt) ist eine staatliche Universität in Chicago im US-Bundesstaat Illinois.

## Geschichte
Die Hochschule wurde 1867 als Cook County Normal School gegründet. 1967 wurde sie in Chicago State College umbenannt. Den Universitätsstatus und ihren heutigen Namen erhielt sie 1971. Sie wird vorwiegend von Farbigen besucht.

## Sport
Die Sportteams der CSU sind die Cougars. Die Hochschule ist  Mitglied der NCAA Division I und der Northeast Conference.

## Persönlichkeiten
- Kanye West (* 1977) – Musikproduzent und Rapper